# Cyprus Badminton Federation
Die Cyprus Badminton Federation (griechisch Κυπριακή Ομοσπονδία Μπάντμιντον) ist die oberste nationale administrative Organisation in der Sportart Badminton in Zypern. Der Verband wurde 1983 gegründet. Der Verband wird durch die zyprische Badmintonnationalmannschaft repräsentiert.

## Geschichte
Bald nach seiner Gründung wurde der Verband Mitglied in der Badminton World Federation, damals als International Badminton Federation bekannt. 1985 trat man in den kontinentalen Dachverband Badminton Europe, zu der Zeit noch als European Badminton Union firmierend, ein. 1990 starteten die nationalen Titelkämpfe, 1987 die internationalen Titelkämpfe.

## Bedeutende Veranstaltungen, Turniere und Ligen
- Cyprus International
- Cyprus Juniors
- Zyprische Meisterschaft
- Zyprische Mannschaftsmeisterschaft
- Zyprische Juniorenmeisterschaft

## Bedeutende Persönlichkeiten
- Mikis Hadjineophytou – Präsident
- Efthymios Polydorou – Präsident